# 司法的執行の理論
司法的執行の理論 （しほうてきしっこうのりろん）とは、ある特定の形態の私人間の人権侵害行為が裁判事件になり、裁判所でそれが是認されて司法的に執行されることになる場合には、その執行は違憲の国家行為になると考え、司法の介入を拒否することによって私的行為を憲法で抑制するものだとする見解である。
この理論の意義は、憲法は公権力を規制するものであり、私人間の問題に憲法は直接適用されないという立場を維持しつつも、司法が賠償命令・差止命令といった介入をする時点で私人間の問題が公権力と私人との問題に転換されるという理由で、事実上私人間の問題に憲法を適用することと同様の効果をもたらすことにある。
例として北方ジャーナル事件や田中真紀子長女記事出版差し止め事件において、裁判所による差止命令が憲法問題として争われた。もっともこれらの裁判では私人間効力であるか否かは争われてはいない。裁判所による差止命令が公権力介入であることは明らかだからである。